# جورج أندرسون (لاعب كرة قدم)
جورج أندرسون (بالإنجليزية: George Anderson)‏ (25 ديسمبر 1953 في المملكة المتحدة - ) هو لاعب كرة قدم بريطاني في مركز قلب الدفاع. شارك مع منتخب اسكتلندا تحت 21 سنة لكرة القدم. أما مع النوادي، فقد لعب مع نادي أردريونيانز ونادي غرينوك مورتون.